# 와지키정
와지키정(鷲敷町)은 도쿠시마현 남서부에 존재했던 정이며 나카군에 속했다.  합병에 의해 현재는 나카정의 일부가 되지만, 같은 정의 성립까지 106년간 합병과 통합은 단 한번도 없었다 .

## 역사
- 1889년 10월 1일 - 정촌제 시행에 의해 2정 7촌이 합병해 나카군 와자키촌이 성립하였다.
- 1908년 7월 20일 - 정으로 승격해 와자키정이 되었다.
- 1970년 8월 - 정장이 제정되었다.
- 2005년 3월 1일- 나카군 아이오이정, 가미나카정, 기사와촌, 기토촌과 합병해 와자키정이 소멸하였고, 나카정이 신설되었다.

## 교통

### 도로
- 국도 195호선